# Нелсонвил (Охајо)
Нелсонвил (енгл. Nelsonville) град је у америчкој савезној држави Охајо.

## Демографија
По попису из 2010. године број становника је 5.392, што је 162 (3,1%) становника више него 2000. године.
| Група             | 2000.         | 2010.         |
| Белци             | 4.931 (94,3%) | 5.030 (93,3%) |
| Афроамериканци    | 125 (2,4%)    | 150 (2,8%)    |
| Азијати           | 19 (0,4%)     | 17 (0,3%)     |
| Хиспаноамериканци | 65 (1,2%)     | 74 (1,4%)     |
| Укупно            | 5.230         | 5.392         |